# Блем, Павел
Павел Блем (пол. Paweł Blehm; род. 17 апреля 1980, Олькуш) — польский шахматист, гроссмейстер (2001).

## Биография
В середине 1990-х годов был одним из сильнейших юниоров мира. Был шестикратным чемпионом Польши в различных возрастных категориях. В 1994 году на турнире в Сегеде завоевал второе место на Чемпионате мира юниоров в категории до 14 лет. Дважды выигрывал командное первенство мира среди юниоров (1999 и 2000), а также поделил второе место на чемпионате Европы до 20 лет в Авилесе.
Побеждал на международных турнирах в Мендзыздрое (1993), Халльсберге (1999), Легнице (2000), Далласе (2001), на Бермудах (2002) и в Каире (2002, вместе с Сергеем Тивяковым).
В 2000 году победил на зональном турнире в Будапеште, что позволило ему принять участие в чемпионате мира ФИДЕ в Нью-Дели. Проиграл там в первом раунде Смбату Лпутяну.
В 2000—2002 годах трижды участвовал в финалах чемпионатов Польши. Лучшее достижение — 5 место на чемпионате 2000 года в Плоцке.
В составе сборной Польши участник 34-й Олимпиады в Стамбуле (2000). На 6 доске набрал 3½ очка из 6.
Наивысший рейтинг имел в апреле 2002 года — 2546 пунктов, занимая тогда 6 место среди польских шахматистов.
С 2002 года живёт в Балтиморе (США). Совместно с Марцином Каминьским основал фирму «Chessaid», которая организует шахматные тренировки через интернет.

## Изменения рейтинга
| Графики недоступны из-за технических проблем. См. информацию на Фабрикаторе и на mediawiki.org. |